# 李牧華
李牧華（1923年10月10日—2005年10月），原名李實，筆名李明誠，原籍甘肅省清水縣，小說家及翻譯家。他以自修的方式學習語文，譯有《莎岡小說集》、《基度山恩仇記》、《少年維特之煩惱》等近三十種文學作品。與舒夏為夫妻，兩人合著《心室隨筆》一書。

## 生平
1923年，十月生於甘肅省清水縣李崖村。
1929年，進李崖村河北書院，發蒙讀書，熟讀《幼學》、《四書》、《詩經》、《古文觀止》，這為他日後從事寫作和傳統文化的研究打下了深厚的基礎。
1934年，轉入縣城西關小學，接受民國新教育。
1939年，考入國立第十中學，對國文課有了濃厚的興趣，是學人萬曼的入室弟子。這位老師高尚自重，引導他學習做人，是他的思想的啟蒙者。
1949年，到了臺灣。自此開始了飄泊海外、與家人音訊阻隔的後半生。
1952年，進入中國文藝協會小說研究組學寫小說，開始以筆名李牧華在雜誌上發表作品。
1953年，中篇小說《山城之戀》在臺灣《新新文藝》雜誌上連載。
2005年，十月病世於臺北，享年82歲。

## 作品
創作包括詩、散文及小說。

### 散文
- 《豪華客》，臺北大江出版社，1968年
- 《友情及其他》，臺北正中書局，1975年1月
- 《心室隨筆》與舒夏合著，臺北爾雅出版社，1977年5月
- 《書的聯想》，臺北名人出版社，1978年

### 小說
- 《山城之戀》(中篇小說)，雲林虎尾新文藝月刊社，1955年12月
- 《夢幻曲》(長篇小說)，雲林虎尾新文藝月刊，1958年7月
- 《有情芳草無情天》(長篇小說)，臺北文化圖書公司，1964年
- 《街燈》(長篇小說)，臺北皇冠出版社，1965年10月
- 《她的畫像》(長篇小說)，臺北文化圖書公司，1964年
- 《佳期》(長篇小說)，臺北文化圖書公司，1965年
- 《葉綠紅花》，臺北文化圖書公司，1965年
- 《情感》，臺北文化圖書公司，1965年
- 《情意綿綿》(長篇小說)，臺北文化圖書公司，1969年
- 《夢迴》，臺北文化圖書公司，1969年
- 《麗君與我》，臺北文化圖書公司，1969年

### 論述
- 《國民常用國字書寫常識》與王培樹合著，臺北世紀書局，1982年5月
- 《注解三字經》(宋)王應麟原著，章太炎增訂，李牧華注解，臺北世紀書局，1981年

### 翻譯
- 《素描與漫畫》雷密斯著，臺北文化圖書公司，1966年[2]
- 《沒有影子的》(法)莎岡著，臺北大江出版，1967年[3]
- 《美容手冊》凱絲登撰，臺北華美出版，1967年
- 《茵夢湖》(德)施篤姆著，臺北文化圖書公司，1968年[4]
- 《大希望》(英)狄更斯撰，臺北華美出版，1968年[5]
- 《藍天使》麥恩撰，臺北世界文物出版，1968年[6]
- 《羅拉杜妮》布萊克著，臺北文化圖書公司，1968年再版
- 《基度山恩仇記》(法)大仲馬著，臺北文化圖書公司，1972年[7]
- 《科學家的故事》馬修派爾茲撰，臺北世界文物出版，1973年
- 《愛蓓》(美)馬克吐溫撰，臺北世界文物出版，1974年
- 《人類的故事》威廉.房龍撰，臺北世界文物出版，1975年[8]
- 《繪畫初步》蓋賽爾撰，臺北世界文物出版，1975年[9]
- 《大作家的小故事》，臺北臺灣商務印書館，1975年
- 《飄蕩的晚霞》(法)莎岡著，臺北大地出版社，1976年
- 《日安.憂鬱》(法)莎岡著，臺北大地出版社，1976年[10]
- 《沒有影子的》(法)莎岡著，臺北大地出版社，1976年[11]
- 《沒有影子的》(法)莎岡著，臺北大地出版社，1976年
- 《微笑》(法)莎岡著，臺北大地出版社，1976年[12]
- 《奇妙的雲》(法)莎岡著，臺北大地出版社，1976年[13]
- 《哲學家列傳》，臺北文豪出版，1978年
- 《創造美滿的婚姻》瑪莎⋅拉斯威著，臺北中華日報出版，1978年
- 《林肯傳》羅蘭特著，臺北中華日報出版，1978年[14]
- 《愛迪生傳》約瑟夫生，臺北中華日報出版，1979年[15]
- 《人像素描畫法》卓登博著，臺北文化圖書公司，1983年再版[16]
- 《電腦辭典》編譯，臺北巨流出版，1991年
- 《自我期許與成功》維特萊、農妮維特，臺北健行文化出版，1991年[17]
- 《別急,成功就在前方等你》尼娜.泰西、農妮維特，臺北健行文化出版，1996年[18]
- 《莎岡小說選》莎岡著，臺北大地出版，1998年
- 《克服時間的壓力》尼娜.泰西、農妮維特，臺北健行文化出版，2001年

## 評價
- 隱地：「平凡中卻有滿意又滿足的人生觀」